# 你在米吉多之丘的呼喚
《你在米吉多之丘的呼喚》是Leaf於2008年12月26日發售的成人遊戲。

## 登场人物
貝古魯・洛可
本作的主人公。
生活悠闲个性轻率，没有什么志气的少年。被孤儿院抚养张大，是被被逐出神学校的漂流之身。得到了オリジナル的圣书之后而变成拯救世界的身份。 虽然没出息，但对待女性是真心的温柔和体贴。
莉諾
从世界的尽头而来的少女。将オリジナル的圣书交给了主人公。其真正的身份是，为了管理这个世界而被创造出来的恶魔三柱中的一人。虽然是个冒失鬼，但是一旦相信一件事却会变的非常的顽固，不管怎么样都相信着主人公就是救世主。
雅哈
长着一头淡蓝色长发的神秘女子，为了带回莉诺而前来的恶魔三柱中的一人。能够轻松挥舞巨大的武器的孤高的战士。连身为救世主的主人公也不放在眼里、更对那轻浮的态度而藐视、也有时候会从后面毫不猶豫的砍下去。
瑪莉亞・洛可
圣典教会的修女。优秀的治愈者。与贝古鲁一样是孤儿院出身。ロコ是孤儿院共通的姓。在年幼的时代就被主人公给玩弄的饱尝艰辛之人。使用的武器是双枪以及格林机炮。
娜塔絲
既温柔又严厉的人，恶魔三柱中身为队长一样的存在。做为灾难的预言者而被人们所畏惧，有时会给主人公他们指"路"。因为长期在沉睡状态，所以对世间的事很生疏。
芭蒂
本是不会存在的第4个人的恶魔。沉默又冷淡的少女。遵从一名叫斯雯的男性，不管什么命令都会绝对服从。挥舞着与那小小身体不一样的巨大的武器，其能力没话说。
賽希莉亞
圣典教团所属的圣骑军的队长。年纪轻轻的就受到了部下所信赖的清廉的女性。 但是，若是与信仰敌对的话则会非常的激烈。越是在严酷的状况下越能激发自己。
艾密莉雅
有着可爱的容姿与仁慈的行为，被教团的信徒们拜为圣女的少女。其本性却是个黑腹的坏女孩。几乎没有什么信仰心，但在金钱上却发挥了不凡的商人气质。

## 主題曲
- 主題曲「Hold a dream」

作詞：須谷尚子／作曲：松岡純也／編曲：松岡純也／演唱：上原玲奈
- 片尾曲「Seed」

作詞：須谷尚子／作曲：松岡純也／編曲：松岡純也／演唱：上原玲奈

## 工作人员
- 劇本：枕流
- 原畫：Karen、睦美美里、甘露樹、
- 音樂：松岡純也、衣笠道雄、石川真也

## 外部連結
- Leaf （页面存档备份，存于）（日語）
- 「君が呼ぶ、メギドの丘で」官方網站 （页面存档备份，存于）（日語）